# Oțelu Roșu
Oțelu Roșu (en húngaro: Nándorhegy) es una ciudad con estatus de oraș de Rumania en el distrito de Caraș-Severin.

## Geografía
Se encuentra a una altitud de 262 m s. n. m. a 475 km de la capital, Bucarest.

## Demografía
Según estimación 2012 contaba con una población de 12 517 habitantes.
| 1948 | 1956 | 1966  | 1977   | 1992   | 2002   | 2012   |
| s/d  | s/d  | 8 568 | 11 618 | 13 056 | 11 749 | 12 517 |